# Resto sous surveillance
Resto sous surveillance est une série de télé-réalité américaine diffusée sur Food Network depuis le 11 mars 2012. La saison a débuté le 29 août 2012. C'est la première émission enregistrée hors d'un studio pour la chaîne Food Network.
Elle est diffusée au Québec sur Zeste, en France, elle est diffusée à partir du 30 janvier 2015 sur 6ter.

## Concept
L'émission suit le propriétaire d'une chaîne de restaurants de New York, William Jack Degel, surnommé Willie, qui se rend dans les coulisses de divers restaurants à travers le pays, avec des caméras cachées pour examiner les problèmes du restaurant avec le(s) propriétaire(s).
Une fois que Willie a vu les problèmes, il convoque une réunion du personnel en présence du (ou des) propriétaire(s). À ce moment, il annonce les différents problèmes du restaurant. Le lendemain Willie revient pour aider le(s) propriétaire(s) à améliorer le restaurant et remettre le personnel dans la bonne ligne de conduite. L'émission se distingue des autres émission du même genre, car Willie règle seulement des problèmes avec le personnel. Le but principal de la démarche qualité menée par Willie Degel est d'identifier des pistes d'amélioration, et de parvenir ainsi à former le personnel afin que celui-ci apprenne comment apporter un meilleur service aux clients.
Contrairement à l'émission Ramsay's Kitchen Nightmares, il n'y a jamais de problème avec la nourriture, la propreté, le menu ou le décor, mais uniquement un problème de propriétaire généralement trop laxiste envers son personnel.

## Émissions

### Saison 1 (2012)
| Numéro d'épisode | Titre original            | Titre français                      | Date de diffusion aux États-Unis | Date de diffusion en France |
| ---------------- | ------------------------- | ----------------------------------- | -------------------------------- | --------------------------- |
| 01               | From the Top Down         | Au secours du Firefly               | 11 mars 2012                     | 30 janvier 2015             |
| 02               | Party All the Time        | Le Lexington Bar & Grill            | 14 mars 2012                     | 30 janvier 2015             |
| 03               | Find the Leader to Follow | Le Mount Ivy Cafe                   | 21 mars 2012                     | 30 janvier 2015             |
| 04               | The Son and the Father    | Chez Agnello                        | 28 mars 2012                     | 6 février 2015              |
| 05               | Paint by Numbers          | Ambiance électrique au Willy Parker | 4 avril 2012                     | 6 février 2015              |
| 06               | Oh, Brother               | Le Bar Bistro                       | 11 avril 2012                    | 6 février 2015              |

### Saison 2 (2012)
| Numéro d'épisode | Titre original              | Titre français                | Date de diffusion aux États-Unis | Date de diffusion en France |
| ---------------- | --------------------------- | ----------------------------- | -------------------------------- | --------------------------- |
| 01               | Nobody's Runnin' the Store  | Le Trends                     | 29 août 2012                     | 13 février 2015             |
| 02               | When the Cat's Away         | Quand le chat n'est pas là... | 5 septembre 2012                 | 13 février 2015             |
| 03               | The Customer's Always Wrong | L'Oakwood Diner               | 12 septembre 2012                | 20 février 2015             |
| 04               | Damsel in Distress          | Le Pepperjack                 | 19 septembre 2012                | 20 février 2015             |
| 05               | Who Hires These People?     | Le Pita Grill                 | 26 septembre 2012                | 27 février 2015             |
| 06               | Act Like the Boss           | Patronne à mi-temps           | 10 octobre 2012                  | 27 février 2015             |
| 07               | That Money's Out the Door   | Aux portes de la faillite     | 17 octobre 2012                  | 6 mars 2015                 |
| 08               | This Place is a Circus      | Le clan des Italiens          | 24 octobre 2012                  | 6 mars 2015                 |
| 09               | You Can't Fire Family       | Un bar sans barman            | 14 novembre 2012                 | 13 mars 2015                |
| 10               | On Its Last Legr            | La famille d'abord            | 21 novembre 2012                 | 13 mars 2015                |
| 11               | Little Place, Lotsa Drama   | Du rififi en cuisine          | 28 novembre 2012                 | 20 mars 2015                |
| 12               | My Big Fat Greek Nightmare  | Cauchemar à la grecque        | 5 décembre 2012                  | 20 mars 2015                |
| 13               | A Bunch of Spoiled Brats    | Les sœurs ennemies            | 12 décembre 2012                 | 27 mars 2015                |

### Saison 3 (2013)
| Numéro d'épisode | Titre original                       | Titre français                   | Date de diffusion aux États-Unis | Date de diffusion en France |
| ---------------- | ------------------------------------ | -------------------------------- | -------------------------------- | --------------------------- |
| 01               | Three Strikes and You're Out!        | Le Shiraz                        | 13 mars 2013                     | 27 mars 2015                |
| 02               | Momma's Boy                          | Fiesta au Latin Kitchen          | 20 mars 2013                     | 3 avril 2015                |
| 03               | You Can't Be Everything to Everybody | Les burgers du Bronx             | 27 mars 2013                     | 3 avril 2015                |
| 04               | Barbecue With Attitude               | Au secours du Hot Rods           | 3 avril 2013                     | 10 avril 2015               |
| 05               | The Big ... NOT So Easy              | Le Bayou                         | 17 avril 2013                    | 10 avril 2015               |
| 06               | To Catch a "Restaurant" Thief        | Chez Danny                       | 24 avril 2013                    | 17 avril 2015               |
| 07               | Giving Away the House                | Chez Gus                         | 1er mai 2013                     | 17 avril 2015               |
| 08               | Your Smokehouse is a JOKE-house      | Le steak façon Willie            | 8 mai 2013                       | 24 avril 2015               |
| 09               | Kitchen Mafia                        | La mafia de la cuisine           | 29 mai 2013                      | 24 avril 2015               |
| 10               | The Place is a Ghost Town!           | Y a-t-il un chef dans la salle ? | 5 juin 2013                      | 1er mai 2015                |
| 11               | Tuscan Tumbleweeds                   | Le restaurant fantôme            | 12 juin 2013                     | 1er mai 2015                |
| 12               | What Would Your Father Do?           | En mémoire de mon père           | 19 juin 2013                     | 8 mai 2015                  |
| 13               | What Are You Servin' Here?           | Deux frères en cuisine           | 26 juin 2013                     | 8 mai 2015                  |

### Saison 4 (2013-2014)
| Numéro d'épisode | Titre original           | Titre français                  | Date de diffusion aux États-Unis | Date de diffusion en France |
| ---------------- | ------------------------ | ------------------------------- | -------------------------------- | --------------------------- |
| 01               | Joe Broadway's or Bust   | Dépassé par les événements      | 11 septembre 2013                | 30 octobre 2015             |
| 02               | Your Mom's Gotta Go      | Bienvenue chez la famille Adams | 18 septembre 2013                | 30 octobre 2015             |
| 03               | Blonde Ambition          | La revanche d'une blonde        | 25 septembre 2013                | 6 novembre 2015             |
| 04               | Complete Pushover        | La main sur le cœur             | 2 octobre 2013                   | 6 novembre 2015             |
| 05               | Kiss Beso Goodbye        | Bons baisers de Brooklyn        | 9 octobre 2013                   | 13 novembre 2015            |
| 06               | Family Style Failure     | Mama Angelo ou démon            | 16 octobre 2013                  | 13 novembre 2015            |
| 07               | Bad News Bistro          | Le dîner endetté                | 23 octobre 2013                  | 20 novembre 2015            |
| 08               | Clueless Cousins         | Show devant                     | 30 octobre 2013                  | 20 novembre 2015            |
| 09               | Starving for Customers   | Un patron K.O                   | 27 novembre 2013                 | 27 novembre 2015            |
| 10               | Whine Bar                | Un bar en vain                  | 4 décembre 2013                  | 27 novembre 2015            |
| 11               | Somers Almost Over       | Crack au restaurant             | 11 décembre 2013                 | 4 décembre 2015             |
| 12               | Division Street Disaster | Changement de cap               | 18 décembre 2013                 | 4 décembre 2015             |
| 13               | Dysfunction Junction     | Le mélange des genres           | 8 janvier 2014                   | 11 décembre 2015            |

### Saison 5 (2014)
| Numéro d'épisode | Titre original           | Titre français                   | Date de diffusion aux États-Unis | Date de diffusion en France |
| ---------------- | ------------------------ | -------------------------------- | -------------------------------- | --------------------------- |
| 01               | Las Vegas Stakeout       | Un père et impair                | 4 juin 2014                      | 31 janvier 2016             |
| 02               | Sushi on the Strip       | Retour aux sources               | 11 juin 2014                     | 31 janvier 2016             |
| 03               | Hoover Dam'd Pizza       | Un boss à bout                   | 18 juin 2014                     | 7 février 2016              |
| 04               | Unlucky in Vegas         | La roue de l'infortune           | 25 juin 2014                     | 7 février 2016              |
| 05               | Hammered in Vegas        | Entre le marteau et l'enclume    | 2 juillet 2014                   | 14 février 2016             |
| 06               | Ciao, Vegas              | Le rêve américain                | 16 juillet 2014                  | 14 février 2016             |
| 07               | Golf Course Stakeout     | Tout n'est pas rose sur le green | 23 juillet 2014                  | 21 février 2016             |
| 08               | Fuggedabout Mario        | Désordres à l'italienne          | 30 juillet 2014                  | 28 février 2016             |
| 09               | Willie Shuts It Down     | Voie de garage                   | 6 août 2014                      | 6 mars 2016                 |
| 10               | Father Daughter Stakeout | Reprendre le flambeau            | 13 août 2014                     | 13 mars 2016                |
| 11               | Standup Stakeout         | Rira bien qui rira le dernier    | 20 août 2014                     | 20 mars 2016                |
| 12               | Grand Opening Stakeout   | Le phœnix                        | 3 septembre 2014                 | 27 mars 2016                |
| 13               | Million Dollar Stakeout  | L'homme qui devait un million    | 10 septembre 2014                | 3 avril 2016                |